# مندوكة درعية

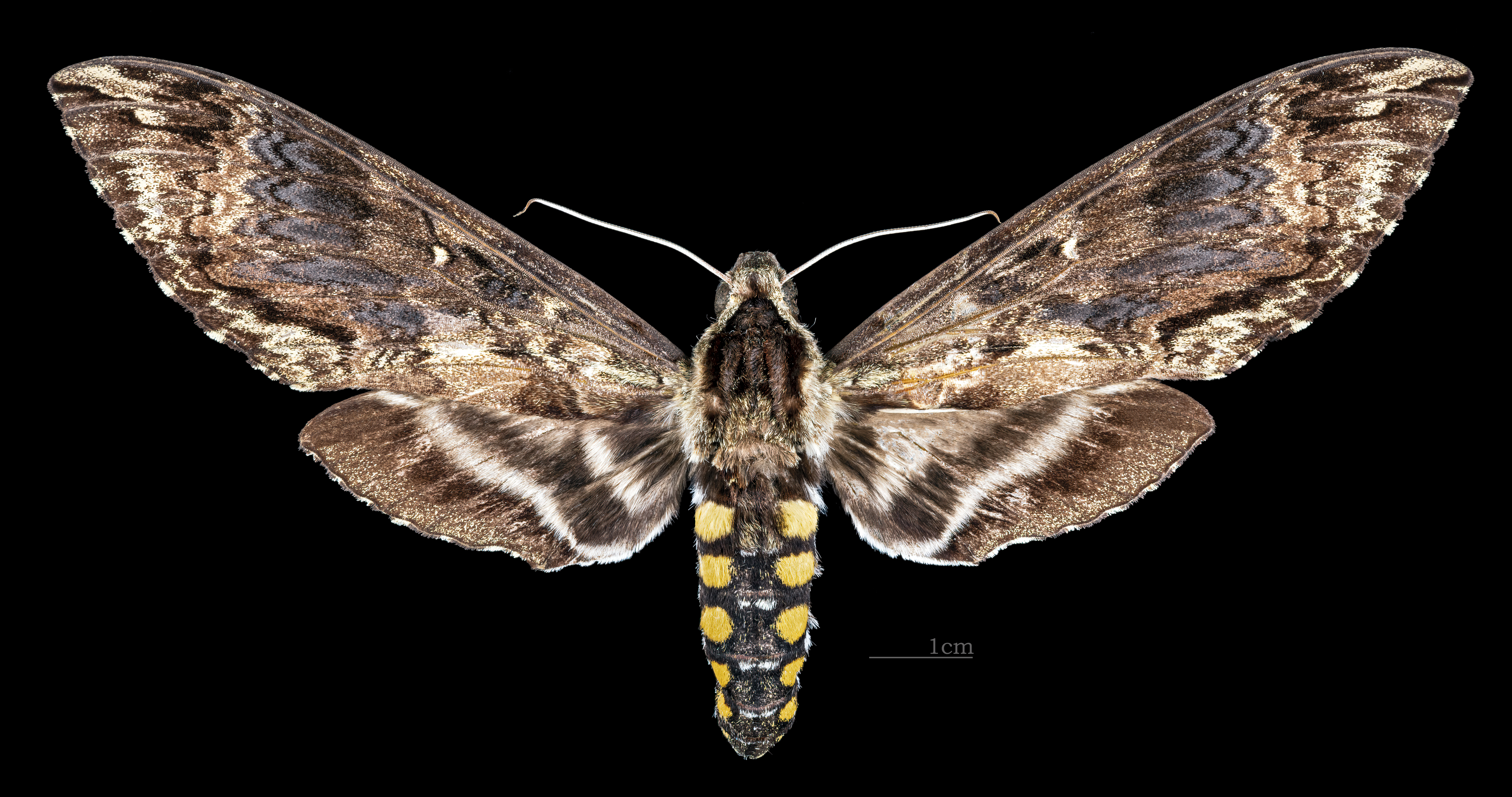
Manduca scutata  ♀
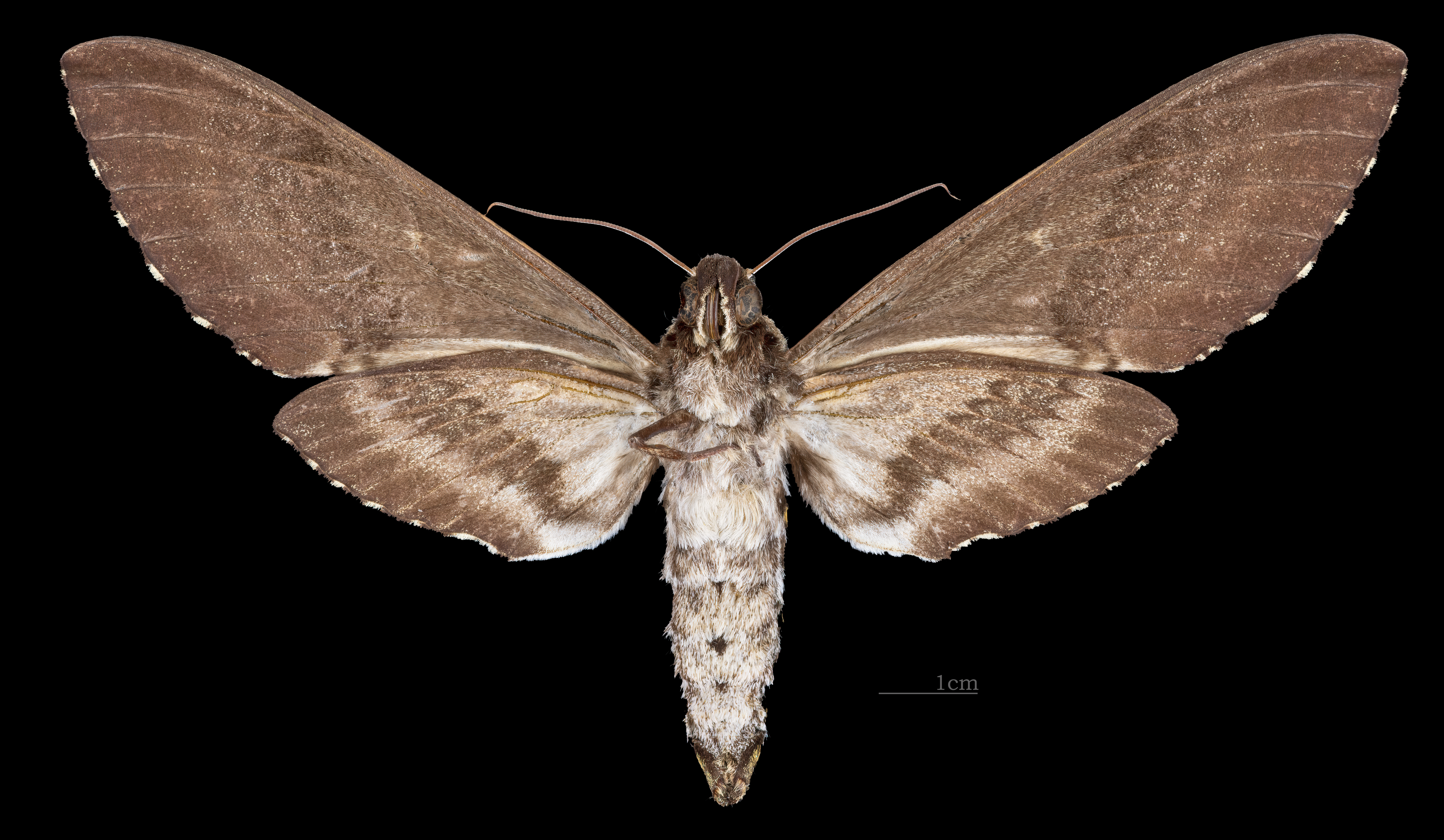
Manduca scutata  ♀ △

مندوكة درعية (الاسم العلمي: Manduca scutata) هي نوع من الحشرات تتبع جنس المندوكة من فصيلة العثث الأبو الهول.